# Bloomfield (Indiana)
Bloomfield város az USA Indiana államában. Lakosainak száma 2289 fő (2020. április 1.).

## Népesség
A település népességének változása:

| 2010 | 2 405 |
| 2020 | 2 289 |